# LONDBOY
LONDBOY(ロンドボーイ)は日本のヴィジュアル系バンド。
2015年10月13日に結成。
結成時は自主活動での活動をしていたが、2nd Single「アイリス」の発売を機にB.P.RECORDSからCDの流通を開始する。
2017年4月11日メンバーである、りおが埼玉県所沢署に県と東京都の青少年健全育成条例違反の疑いで逮捕される。後に被害者とされていた女性側が身分証に他人の健康保険証を使用して年齢偽装していたことが判明して釈放されたが、世間を騒がせたことで一定期間活動自粛をしていた。
2017年10月28日TSUTAYA O-WESTにてLONDBOYとしての全ての活動を終了し、解散。

## メンバー
ROY
ボーカル担当。8月30日生まれ。
波の早いビブラートとハイトーンボイスが特徴。
りお
ギター担当。8月25日生まれ。
ほとんどの楽曲でギターソロを担当している。
かなで
ギター担当。1月17日生まれ。
メインコンポーザーであり1stフルアルバム「少年事変」からは作詞も手掛けている。
帝華
ベース担当。12月13日生まれ。
メンバー最年少ながらもっとも背が高い。
1stフルアルバム「少年事変」から作詞を始めた。
玲牙
ドラム担当。2月21日生まれ。
ほとんどの楽曲に編曲で参加している。

## 来歴
2015年10月13日から活動を開始する。
2016年3月13日から同年8月13日まで己龍、Royz、コドモドラゴンそれぞれのワンマンツアーのO.Aとして参加する。
2016年10月12日 LONDBOY初のフルアルバムとなる「少年事変」を発売する。
2016年10月22日「少年事変」を引っ提げた初のワンマンツアーファイナルをTSUTAYA O-WESTにて行った。
2017年9月より、LAST ONEMAN TOUR「ミヤコワスレ」を行い、同ツアーの千秋楽公演が2017年10月28日にTSUTAYA O-WESTにて行われる。
それに伴い、バンドの活動が終了する。
解散後、かなで以外のメンバーは零[Hz]（2018年3月20日-）のバンド結成をしている。

## 音楽性
ボーカルROYの突き抜けるようにクリアな声をヘヴィなサウンドに乗せている。
特にギターかなでの作る曲には多くの転調が含まれている。

## ディスコグラフィ
2015年10月13日 1st Single  「Open your heart」 会場限定(自主流通)にて発売。
2016年3月9日 2nd Single 「アイリス」をA・B・Cの3タイプで発売。
2016年10月12日 1st Full Album 「少年事変」をA・Bの2タイプで発売。
- 週間オリコンアルバムランキング45位
- 週間オリコンインディーズアルバムランキング7位　初のランクイン。
2017年1月16日 3rd Single 「エグゼ」を自主流通で発売。